# 荷花池大桥
荷花池大桥是一座跨越金沙江的公路桥，位于中华人民共和国四川省攀枝花市。因其北岸是东区弄弄坪片区向阳村街道西部的荷花池，所以得名荷花池大桥。桥南则正对高山绝壁，在灰老沟口上游500米处，属于仁和区前进镇。大桥连接了钢城大道（2005年前名为江北路）和金沙江大道（原名江南路）这两条沿江主干道。
由于荷花池大桥在三线建设时代被编号为3005桥，故而亦被称为〇五桥（读作“洞五桥”）。目前荷花池大桥和〇五桥这两个名称均被广泛使用。

## 历史
攀枝花钢铁基地是国家三线建设重点新建项目，国家从1960年代中期开始投入巨资，并从全国抽调大量人员和物资参与基地建设，包括配套修建基础设施。1970年攀钢正式投产后，将向金沙江北岸的弄弄坪西渣场排放炉渣，占用北岸四川省道310线原有的一段沿江道路。为此310省道需要改至渣场对岸，于是在渣场下游和上游分别诞生了荷花池大桥（〇五桥）和新庄大桥（〇六桥）。由于荷花池大桥下游4公里处已经建有渡口大桥可供跨越金沙江，故渣场上游的新庄大桥得以先行修建。新庄大桥于1972年底建成后，荷花池大桥随之于1973年1月开工，至1976年7月1日建成通车。

## 形制
荷花池大桥由交通部北京规划设计院设计，渡口市桥梁工程处施工。全长252.2米（一说274.3米），桥面行车道宽10.5米，两侧设人行道各宽2.5米，设计荷载为汽车—18、拖—80。大桥主跨为110米钢筋混凝土箱型薄壁无绞拱桥，拱上结构为装配式钢筋混凝土梁柱结构，共12孔。施工中，主拱圈采用钢拱架上安模板现场浇注办法，钢拱架空安装采用悬索方案，是一次大胆尝试。两岸引桥为混凝土梁桥，共8孔，其中北岸5孔、南岸3孔。
此桥外观与新庄大桥非常相似。

## 维修
由于长年超负荷运行致使荷花池大桥出现病害，2008年8月13日承重梁混凝土出现破碎。为保证安全，根据《中华人民共和国道路交通安全法》和《中华人民共和国公路法》的相关规定，市政府决定对荷花池大桥采取交通管制措施。
- 2008年8月18日零点开始，荷花池大桥限高2米通行，超高车辆分流绕行，过桥车辆限速20公里每小时。[4][5]

- 2009年9月，经发改委核准，荷花池大桥维修加固工程立项。

- 2010年4月，荷花池大桥维修加固工程与其它4座桥的维修加固工程一同在网上招标代理机构。[6]

- 2012年2月，荷花池大桥维修加固工程再次在网上招标代理机构，预计项目总投资约1800万元。[3]

- 2012年3月，市政府对荷花池大桥进行了全面检测，经综合评定，该桥属四类桥，需限制交通并进行加固维修。

- 2012年6月，大桥封闭禁行，8月维修工程启动，主要对主拱圈进行加固，对拱上桥墩、盖梁、全桥的体梁进行更换。

- 2013年1月初，工程已投资560万元，主桥下部构造加固维修完工，1月8日起正式进入主桥体梁架设阶段，之后进行桥面铺设。[7]

- 2013年3月中旬，维修加固工程即将完成，考虑到1990年代发生过车辆冲出荷花池大桥桥面坠江事故，决定在机动车道和人行道之间加装防撞隔离栏[8]。但截至通车并未实施。

- 2013年3月27日，荷花池大桥结束了8个月的维修加固工程，正式恢复通车。[9]

## 相邻道路
| 江北道路                      | 金沙江                                   | 江南道路                        |
| ----------------------------- | ---------------------------------------- | ------------------------------- |
| 钢城大道西段 曾用名：江北三路 | 荷花池大桥 往向阳村街道← →往小宝鼎灰老桥 | 金沙江大道西段 曾用名：江南四路 |

## 公共汽车
荷花池大桥邻近钢铁和煤矿企业，虽为交通要道，但属较荒僻路段，亦非旅游观光目标，公交线路仅有两条。
|                                                                                                 | 在此停靠的公交线路         | 在此停靠的公交线路     |
| ----------------------------------------------------------------------------------------------- | -------------------------- | ---------------------- |
| 荷花池大桥北站                                                                                  | 5路（临江路↔荷花池大桥北） | 2路（太平北路↔机场路） |
| 荷花池大桥南站                                                                                  | -                          | 2路（太平北路↔机场路） |
| 说明：5路以荷花池大桥北站为首末站，不在此处跨江； 2路中途经由荷花池大桥跨江，停靠大桥南北两站。 |                            |                        |

在荷花池大桥封闭断道施工期间，由于南岸沿江的金沙江大道西段（原江南四路）纳拉河桥和灰老桥亦处于限行施工状态，致使2路公交车无法抵达并通过荷花池大桥而被迫改道别处，仅剩5路经过此地，并造成荷花池大桥南站荒芜。大桥于2013年3月27日恢复通车后，2路已随之恢复原始路线。